# Clasificación de Concacaf para la Copa Mundial de Fútbol de 1974
El torneo de clasificación para la Copa Mundial de Fútbol de 1974 de Alemania Federal, organizado por la Concacaf y dividido en dos rondas, sirvió para que 14 equipos se disputaran la única plaza del total de 16 que había para ese campeonato mundial.
En la primera ronda se repartieron los 14 equipos en 6 grupos de dos y tres equipos (4 de dos y 2 de tres). En ellos todos los equipos se enfrentaban entre sí en formato de ida y vuelta, y el primer clasificado de cada grupo accedía a la segunda ronda.
Los seis equipos clasificados formaron una liguilla en la que todos se enfrentaron a todos, y el equipo mejor clasificado al finalizar la liguilla obtendría el pase directo para disputar el Mundial. Todos los partidos de esta fase final se disputaron en Puerto Príncipe (Haití) que también coincidió con el Campeonato de Naciones 1973.

## Ronda preliminar

### Zona de Norteamérica
Norteamérica estaba representada por las selecciones de Estados Unidos, México y Canadá. El equipo con más puntos clasificaba a la siguiente ronda.
| Equipo         | Pts. | PJ | PG | PE | PP | GF | GC | Dif |
| -------------- | ---- | -- | -- | -- | -- | -- | -- | --- |
| México         | 8    | 4  | 4  | 0  | 0  | 8  | 3  | 5   |
| Canadá         | 3    | 4  | 1  | 1  | 2  | 6  | 7  | -1  |
| Estados Unidos | 1    | 4  | 0  | 1  | 3  | 6  | 10 | -4  |

| \| Fecha \| Lugar \| Local \| \| Resultado \| \| Visitante \| \| ------------------------ \| --------------------- \| -------------- \| \| --------- \| \| -------------- \| \| 20 de agosto de 1972 \| San Juan de Terranova \| Canadá \| \| 3 – 2 \| \| Estados Unidos \| \| 24 de agosto de 1972 \| Toronto \| Canadá \| \| 0 – 1 \| \| México \| \| 29 de agosto de 1972 \| Baltimore \| Estados Unidos \| \| 2 – 2 \| \| Canadá \| \| 3 de septiembre de 1972 \| Ciudad de México \| México \| \| 3 – 1 \| \| Estados Unidos \| \| 6 de septiembre de 1972 \| Ciudad de México \| México \| \| 2 – 1 \| \| Canadá \| \| 10 de septiembre de 1972 \| Los Ángeles \| Estados Unidos \| \| 1 – 2 \| \| México \| |                       |                |                           |           |                           |                |
| Fecha | Lugar                 | Local          |                           | Resultado |                           | Visitante      |
| 20 de agosto de 1972 | San Juan de Terranova | Canadá         | Bandera de Canadá         | 3 – 2     | Bandera de Estados Unidos | Estados Unidos |
| 24 de agosto de 1972 | Toronto               | Canadá         | Bandera de Canadá         | 0 – 1     | Bandera de México         | México         |
| 29 de agosto de 1972 | Baltimore             | Estados Unidos | Bandera de Estados Unidos | 2 – 2     | Bandera de Canadá         | Canadá         |
| 3 de septiembre de 1972 | Ciudad de México      | México         | Bandera de México         | 3 – 1     | Bandera de Estados Unidos | Estados Unidos |
| 6 de septiembre de 1972 | Ciudad de México      | México         | Bandera de México         | 2 – 1     | Bandera de Canadá         | Canadá         |
| 10 de septiembre de 1972 | Los Ángeles           | Estados Unidos | Bandera de Estados Unidos | 1 – 2     | Bandera de México         | México         |

- México accedió a la ronda final.

### Zona de Centroamérica

#### Grupo 1
En Centroamérica participaban las selecciones de Guatemala, El Salvador, Costa Rica y Honduras. Clasificaban las 2 selecciones con mejor puntaje en su grupo.
| Equipo      | Pts. | PJ | PG | PE | PP | GF | GC | Dif |
| ----------- | ---- | -- | -- | -- | -- | -- | -- | --- |
| Guatemala   | 4    | 2  | 2  | 0  | 0  | 2  | 0  | 2   |
| El Salvador | 0    | 2  | 0  | 0  | 2  | 0  | 2  | -2  |

| \| Fecha \| Lugar \| Local \| \| Resultado \| \| Visitante \| \| ----------------------- \| ------------------- \| ----------- \| \| --------- \| \| ----------- \| \| 3 de diciembre de 1972 \| Ciudad de Guatemala \| Guatemala \| \| 1 – 0 \| \| El Salvador \| \| 10 de diciembre de 1972 \| San Salvador \| El Salvador \| \| 0 – 1 \| \| Guatemala \| |                     |             |                        |           |                        |             |
| Fecha | Lugar               | Local       |                        | Resultado |                        | Visitante   |
| 3 de diciembre de 1972 | Ciudad de Guatemala | Guatemala   | Bandera de Guatemala   | 1 – 0     | Bandera de El Salvador | El Salvador |
| 10 de diciembre de 1972 | San Salvador        | El Salvador | Bandera de El Salvador | 0 – 1     | Bandera de Guatemala   | Guatemala   |

- Guatemala accedió a la ronda final.

#### Grupo 2
| Equipo     | Pts. | PJ | PG | PE | PP | GF | GC | Dif |
| ---------- | ---- | -- | -- | -- | -- | -- | -- | --- |
| Honduras   | 3    | 2  | 1  | 1  | 0  | 5  | 4  | 1   |
| Costa Rica | 1    | 2  | 0  | 1  | 1  | 4  | 5  | -1  |

| \| Fecha \| Lugar \| Local \| \| Resultado \| \| Visitante \| \| ----------------------- \| ----------- \| ---------- \| \| --------- \| \| ---------- \| \| 3 de diciembre de 1972 \| Tegucigalpa \| Honduras \| \| 2 – 1 \| \| Costa Rica \| \| 10 de diciembre de 1972 \| San José \| Costa Rica \| \| 3 – 3 \| \| Honduras \| |             |            |                       |           |                       |            |
| Fecha | Lugar       | Local      |                       | Resultado |                       | Visitante  |
| 3 de diciembre de 1972 | Tegucigalpa | Honduras   | Bandera de Honduras   | 2 – 1     | Bandera de Costa Rica | Costa Rica |
| 10 de diciembre de 1972 | San José    | Costa Rica | Bandera de Costa Rica | 3 – 3     | Bandera de Honduras   | Honduras   |

- Honduras accedió a la ronda final.

### Zona del Caribe

#### Grupo 1
Jamaica renunció a disputar la eliminatoria y  Antillas Neerlandesas accedió directamente a la ronda final.

#### Grupo 2
| Equipo      | Pts. | PJ | PG | PE | PP | GF | GC | Dif |
| ----------- | ---- | -- | -- | -- | -- | -- | -- | --- |
| Haití       | 4    | 2  | 2  | 0  | 0  | 12 | 0  | 12  |
| Puerto Rico | 0    | 2  | 0  | 0  | 2  | 0  | 12 | -12 |

| \| Fecha \| Lugar \| Local \| \| Resultado \| \| Visitante \| \| ------------------- \| --------------- \| ----------- \| \| --------- \| \| ----------- \| \| 15 de abril de 1972 \| Puerto Príncipe \| Haití \| \| 7 – 0 \| \| Puerto Rico \| \| 23 de abril de 1972 \| San Juan \| Puerto Rico \| \| 0 – 5 \| \| Haití \| |                 |             |                        |           |                        |             |
| Fecha | Lugar           | Local       |                        | Resultado |                        | Visitante   |
| 15 de abril de 1972 | Puerto Príncipe | Haití       | Bandera de Haití       | 7 – 0     | Bandera de Puerto Rico | Puerto Rico |
| 23 de abril de 1972 | San Juan        | Puerto Rico | Bandera de Puerto Rico | 0 – 5     | Bandera de Haití       | Haití       |

- Haití accedió a la ronda final.

#### Grupo 3
Guayana Neerlandesa jugó los partidos de local en campo contrario.
| Equipo              | Pts. | PJ | PG | PE | PP | GF | GC | Dif |
| ------------------- | ---- | -- | -- | -- | -- | -- | -- | --- |
| Trinidad y Tobago   | 7    | 4  | 3  | 1  | 0  | 16 | 4  | 12  |
| Guayana Neerlandesa | 5    | 4  | 2  | 1  | 1  | 11 | 4  | 7   |
| Antigua y Barbuda   | 0    | 4  | 0  | 0  | 4  | 3  | 22 | -19 |

| \| Fecha \| Lugar \| Local \| \| Resultado \| \| Visitante \| \| ----------------------- \| ------------- \| ------------------- \| \| --------- \| \| ------------------- \| \| 10 de noviembre de 1972 \| Puerto España \| Trinidad y Tobago \| \| 11 – 1 \| \| Antigua y Barbuda \| \| 19 de noviembre de 1972 \| Saint John \| Antigua y Barbuda \| \| 1 – 2 \| \| Trinidad y Tobago \| \| 28 de noviembre de 1972 \| Puerto España \| Trinidad y Tobago \| \| 2 – 1 \| \| Guayana Neerlandesa \| \| 30 de noviembre de 1972 \| San Fernando \| Guayana Neerlandesa \| \| 1 – 1 \| \| Trinidad y Tobago \| \| 3 de diciembre de 1972 \| Saint John \| Guayana Neerlandesa \| \| 6 – 0 \| \| Antigua y Barbuda \| \| 5 de diciembre de 1972 \| Saint John \| Antigua y Barbuda \| \| 1 – 3 \| \| Guayana Neerlandesa \| |               |                     |                              |           |                              |                     |
| Fecha | Lugar         | Local               |                              | Resultado |                              | Visitante           |
| 10 de noviembre de 1972 | Puerto España | Trinidad y Tobago   | Bandera de Trinidad y Tobago | 11 – 1    | Bandera de Antigua y Barbuda | Antigua y Barbuda   |
| 19 de noviembre de 1972 | Saint John    | Antigua y Barbuda   | Bandera de Antigua y Barbuda | 1 – 2     | Bandera de Trinidad y Tobago | Trinidad y Tobago   |
| 28 de noviembre de 1972 | Puerto España | Trinidad y Tobago   | Bandera de Trinidad y Tobago | 2 – 1     | Bandera de Surinam           | Guayana Neerlandesa |
| 30 de noviembre de 1972 | San Fernando  | Guayana Neerlandesa | Bandera de Surinam           | 1 – 1     | Bandera de Trinidad y Tobago | Trinidad y Tobago   |
| 3 de diciembre de 1972 | Saint John    | Guayana Neerlandesa | Bandera de Surinam           | 6 – 0     | Bandera de Antigua y Barbuda | Antigua y Barbuda   |
| 5 de diciembre de 1972 | Saint John    | Antigua y Barbuda   | Bandera de Antigua y Barbuda | 1 – 3     | Bandera de Surinam           | Guayana Neerlandesa |

- Trinidad y Tobago accedió a la ronda final.

## Ronda final: Campeonato de Naciones de la Concacaf de 1973
La ronda final de las eliminatorias sirvió de marco al VI Campeonato Concacaf de Naciones de 1973 celebrado en el Estadio Sylvio Cator de Puerto Príncipe (Haití) del 29 de noviembre al 18 de diciembre de 1973. El campeón del hexagonal era declarado campeón de Concacaf y se clasificaba automáticamente al Mundial de 1974.

### Organización

#### Sede
| Puerto Príncipe      |
| -------------------- |
| Estadio Sylvio Cator |
| Capacidad: 23 000    |
|                      |

#### Equipos participantes
| Equipos participantes | Equipos participantes | Equipos participantes |
| --------------------- | --------------------- | --------------------- |
| Antillas Neerlandesas | Guatemala             | Haití                 |
| Honduras              | México                | Trinidad y Tobago     |

### Resultados
| 29 de noviembre de 1973 | Honduras                     | 2:1 (1:0) | Trinidad y Tobago | Estadio Sylvio Cator, Puerto Príncipe                   |                                                         |
|                         | Guifarro 33' · Hernández 51' |           | David 61'         | Asistencia: 12 816 espectadores Árbitro(s): John Davies | Asistencia: 12 816 espectadores Árbitro(s): John Davies |

| 30 de noviembre de 1973 | México | 0:0 | Guatemala | Estadio Sylvio Cator, Puerto Príncipe                    |  |
|                         |        |     |           | Asistencia: 12 816 espectadores Árbitro(s): James Highet |  |

| 1 de diciembre de 1973 | Haití                      | 3:0 (2:0) | Antillas Neerlandesas | Estadio Sylvio Cator, Puerto Príncipe                       |                                                             |
|                        | Sanon 25', 61' · Désir 29' |           |                       | Asistencia: 12 816 espectadores Árbitro(s): Juan Soto París | Asistencia: 12 816 espectadores Árbitro(s): Juan Soto París |

| 3 de diciembre de 1973 | Honduras     | 1:1 (0:0) | México            | Estadio Sylvio Cator, Puerto Príncipe                        |                                                              |
|                        | Guifarro 54' |           | López Salgado 73' | Asistencia: 12 816 espectadores Árbitro(s): Werner Winsemann | Asistencia: 12 816 espectadores Árbitro(s): Werner Winsemann |

| 4 de diciembre de 1973 | Haití                    | 2:1 (1:1) | Trinidad y Tobago | Estadio Sylvio Cator, Puerto Príncipe                              |                                                                    |
|                        | Sanon 9' · Saint-Vil 88' |           | David 14'         | Asistencia: 12 816 espectadores Árbitro(s): José Roberto Henríquez | Asistencia: 12 816 espectadores Árbitro(s): José Roberto Henríquez |

| 5 de diciembre de 1973 | Guatemala       | 2:2 (1:1) | Antillas Neerlandesas | Estadio Sylvio Cator, Puerto Príncipe                        |                                                              |
|                        | Morales 6', 63' |           | Koots 18' · Shoop 75' | Asistencia: 14 257 espectadores Árbitro(s): Toros Kibritjian | Asistencia: 14 257 espectadores Árbitro(s): Toros Kibritjian |

| 7 de diciembre de 1973 | Haití         | 1:0 (0:0) | Honduras | Estadio Sylvio Cator, Puerto Príncipe                        |                                                              |
|                        | Saint-Vil 59' |           |          | Asistencia: 14 257 espectadores Árbitro(s): Werner Winsemann | Asistencia: 14 257 espectadores Árbitro(s): Werner Winsemann |

| 8 de diciembre de 1973                   | México                                                                         | 8:0 (4:0) | Antillas Neerlandesas | Estadio Sylvio Cator, Puerto Príncipe                                   |                                                                         |
|                                          | López Salgado 10', 76' · Muciño 32', 45', 46', 82' · Pulido 35' · Lapuente 78' |           |                       | Asistencia: 14 257 espectadores Árbitro(s): Luis Paulino Siles Calderón | Asistencia: 14 257 espectadores Árbitro(s): Luis Paulino Siles Calderón |
| Peor resultado de Antillas Neerlandesas. |                                                                                |           |                       |                                                                         |                                                                         |

| 10 de diciembre de 1973 | Trinidad y Tobago | 1:0 (1:0) | Guatemala | Estadio Sylvio Cator, Puerto Príncipe                       |                                                             |
|                         | Cummings 31'      |           |           | Asistencia: 14 257 espectadores Árbitro(s): Juan Soto París | Asistencia: 14 257 espectadores Árbitro(s): Juan Soto París |

| 12 de diciembre de 1973 | Antillas Neerlandesas    | 2:2 (0:1) | Honduras                | Estadio Sylvio Cator, Puerto Príncipe                       |                                                             |
|                         | Clemencia 62' · Jago 73' |           | Sosa 33' · Guifarro 50' | Asistencia: 15 361 espectadores Árbitro(s): Kenneth Chaplin | Asistencia: 15 361 espectadores Árbitro(s): Kenneth Chaplin |

| 13 de diciembre de 1973 | Haití          | 2:1 (1:1) | Guatemala     | Estadio Sylvio Cator, Puerto Príncipe                   |                                                         |
|                         | Sanon 28', 72' |           | Monterroso 4' | Asistencia: 15 361 espectadores Árbitro(s): John Davies | Asistencia: 15 361 espectadores Árbitro(s): John Davies |

| 14 de diciembre de 1973 | Trinidad y Tobago                             | 4:0 (2:0) | México | Estadio Sylvio Cator, Puerto Príncipe                        |                                                              |
|                         | Cummings 11', 39' · David 52' · Archibald 62' |           |        | Asistencia: 15 361 espectadores Árbitro(s): Werner Winsemann | Asistencia: 15 361 espectadores Árbitro(s): Werner Winsemann |

| 15 de diciembre de 1973 | Honduras | 1:1 (1:0) | Guatemala | Estadio Sylvio Cator, Puerto Príncipe                    |                                                          |
|                         | Bran 15' |           | Tally 83' | Asistencia: 15 435 espectadores Árbitro(s): Roger Schott | Asistencia: 15 435 espectadores Árbitro(s): Roger Schott |

| 17 de diciembre de 1973 | Trinidad y Tobago                        | 4:0 (2:0) | Antillas Neerlandesas | Estadio Sylvio Cator, Puerto Príncipe                      |                                                            |
|                         | David 16', 51', 62' · Brunken 33' (a.g.) |           |                       | Asistencia: 17 358 espectadores Árbitro(s): Luis Villarejo | Asistencia: 17 358 espectadores Árbitro(s): Luis Villarejo |

| 18 de diciembre de 1973 | Haití | 0:1 (0:1) | México    | Estadio Sylvio Cator, Puerto Príncipe                        |                                                              |
|                         |       |           | Borja 30' | Asistencia: 22 354 espectadores Árbitro(s): Toros Kibritjian | Asistencia: 22 354 espectadores Árbitro(s): Toros Kibritjian |

### Clasificación
| Equipo                | Pts. | PJ | PG | PE | PP | GF | GC | Dif |
| --------------------- | ---- | -- | -- | -- | -- | -- | -- | --- |
| Haití                 | 8    | 5  | 4  | 0  | 1  | 8  | 3  | 5   |
| Trinidad y Tobago     | 6    | 5  | 3  | 0  | 2  | 11 | 4  | 7   |
| México                | 6    | 5  | 2  | 2  | 1  | 10 | 5  | 5   |
| Honduras              | 5    | 5  | 1  | 3  | 1  | 6  | 6  | 0   |
| Guatemala             | 3    | 5  | 0  | 3  | 2  | 4  | 6  | -2  |
| Antillas Neerlandesas | 2    | 5  | 0  | 2  | 3  | 4  | 19 | -15 |

#### Clasificados
|                           |
|                           |
| Campeón Haití 1.er título |

## Estadísticas

### Clasificación general
| Pos. | Selección             | Pts. | PJ | PG | PE | PP | GF | GC | Dif | Rend. |
| ---- | --------------------- | ---- | -- | -- | -- | -- | -- | -- | --- | ----- |
| 1    | México                | 14   | 9  | 6  | 2  | 1  | 18 | 6  | 12  | 77.8% |
| 2    | Trinidad y Tobago     | 13   | 9  | 6  | 1  | 2  | 27 | 8  | 19  | 72.2% |
| 3    | Haití                 | 12   | 7  | 6  | 0  | 1  | 20 | 3  | 17  | 85.7% |
| 4    | Honduras              | 8    | 7  | 2  | 4  | 1  | 11 | 10 | 1   | 57.1% |
| 5    | Guatemala             | 7    | 7  | 2  | 3  | 2  | 6  | 6  | 0   | 50%   |
| 6    | Guayana Neerlandesa   | 5    | 4  | 2  | 1  | 1  | 11 | 4  | 7   | 62.5% |
| 7    | Canadá                | 3    | 4  | 1  | 1  | 2  | 6  | 7  | -1  | 37.5% |
| 8    | Antillas Neerlandesas | 2    | 5  | 0  | 2  | 3  | 4  | 19 | -15 | 20%   |
| 9    | Costa Rica            | 1    | 2  | 0  | 1  | 1  | 4  | 5  | -1  | 25%   |
| 10   | Estados Unidos        | 1    | 4  | 0  | 1  | 3  | 6  | 10 | -4  | 12.5% |
| 11   | El Salvador           | 0    | 2  | 0  | 0  | 2  | 0  | 2  | -2  | 0%    |
| 12   | Puerto Rico           | 0    | 2  | 0  | 0  | 2  | 0  | 12 | -12 | 0%    |
| 13   | Antigua y Barbuda     | 0    | 4  | 0  | 0  | 4  | 3  | 22 | -19 | 0%    |

### Goleadores
| Jugador               | Selección           | Goles |
| --------------------- | ------------------- | ----- |
| Emmanuel Sanon        | Haití               | 11    |
| Steve David           | Trinidad y Tobago   | 11    |
| Octavio Muciño        | México              | 4     |
| Arnold Zebeda         | Guayana Neerlandesa | 4     |
| Noel Llewellyn        | Trinidad y Tobago   | 4     |
| Everald Cummings      | Trinidad y Tobago   | 3     |
| Horacio López Salgado | México              | 3     |
| Rigoberto Gómez       | Honduras            | 3     |
| Rubén Guifarro        | Honduras            | 3     |
| Willy Roy             | Estados Unidos      | 3     |
| Raymond Roberts       | Trinidad y Tobago   | 3     |

### Autogoles
| Fecha                   | Jugador           | Selección             | Rival             | Autogoles |
| ----------------------- | ----------------- | --------------------- | ----------------- | --------- |
| 18 de diciembre de 1972 | Selvin Cárcamo    | Honduras              | Costa Rica        | 1         |
| 17 de diciembre de 1973 | Siegfried Brunken | Antillas Neerlandesas | Trinidad y Tobago | 1         |

### Jugadores con tres o más goles en un partido
| Pos. | Jugador        | Goles | Fecha                   | Local             | Resultado | Visitante             |
| ---- | -------------- | ----- | ----------------------- | ----------------- | --------- | --------------------- |
| 1    | Emmanuel Sanon | 3     | 15 de abril de 1972     | Haití             | 7:0       | Puerto Rico           |
| 2    | Emmanuel Sanon | 3     | 23 de abril de 1972     | Puerto Rico       | 0:5       | Haití                 |
| 3    | Steve David    | 3     | 10 de noviembre de 1972 | Trinidad y Tobago | 11:1      | Antigua y Barbuda     |
| 4    | Noel Llewellyn | 3     | 10 de noviembre de 1972 | Trinidad y Tobago | 11:1      | Antigua y Barbuda     |
| 5    | Octavio Muciño | 4     | 8 de diciembre de 1973  | México            | 8:0       | Antillas Neerlandesas |
| 6    | Steve David    | 3     | 17 de diciembre de 1973 | Trinidad y Tobago | 4:0       | Antillas Neerlandesas |